# European Seniors Tour
Die European Seniors Tour ist eine professionelle europäische Turnierserie für Golfer über 50 Jahre, die von der European Tour betreut wird und jährlich etwa 20 Turniere, fast ausschließlich auf europäischem Boden, abhält. Seit 2018 heißt die Serie sponsorbedingt Staysure Tour.
Diese Veranstaltungsreihe wurde 1992 ins Leben gerufen. In der Saison 2006 wurde bei insgesamt 17 Turnieren ein Gesamtpreisgeld von etwas mehr als 6,3 Mio. € ausgespielt. Im Verhältnis zum US-amerikanischen Pendant, der Champions Tour, ist sie damit weitaus schlechter dotiert, als es der Unterschied in der Kapitalausstattung zwischen den weltweit führenden Elite-Turnierserien PGA TOUR und European Tour ausmachen würde.
Das bedeutendste Turnier der European Seniors Tour – ein sogenanntes Senior Major – ist die The Senior Open Championship, welche auch in die Wertung der Champions Tour einfließt. Die anderen Senior Majors finden in den USA statt und werden – mit Ausnahme der U.S. Senior PGA Championship (seit 2007) – nicht in die Geldrangliste der European Seniors Tour eingerechnet.

## Gewinner der Order of Merit
| Jahr | Order of Merit Sieger | Land               | Preisgeld (€) |
| ---- | --------------------- | ------------------ | ------------- |
| 2017 | Clark Dennis          | Vereinigte Staaten | 222,055       |
| 2016 | Paul Broadhurst       | England            | 399,285       |
| 2015 | Colin Montgomerie     | Schottland         | 679,147       |
| 2014 | Colin Montgomerie     | Schottland         | 624,543       |
| 2013 | Paul Wesselingh       | England            | 311,644       |
| 2012 | Roger Chapman         | England            | 356.751       |
| 2011 | Peter Fowler          | Australien         | 302.327       |
| 2010 | Boonchu Ruangkit      | Thailand           | 266.609       |
| 2009 | Sam Torrance          | Schottland         | 170.696       |
| 2008 | Ian Woosnam           | Wales              | 320.120       |
| 2007 | Carl Mason            | England            | 412.376       |
| 2006 | Sam Torrance          | Schottland         | 347.525       |
| 2005 | Sam Torrance          | Schottland         | 277.421       |
| 2004 | Carl Mason            | England            | 354.743       |
| 2003 | Carl Mason            | England            | 350.242       |
| 2002 | Seijei Ebihara        | Japan              | 330.211       |
| 2001 | Ian Stanley           | Australien         | 287.025       |
| 2000 | Noel Ratcliffe        | Australien         | 163.167       |
| 1999 | Tommy Horton          | England            | 138.944       |
| 1998 | Tommy Horton          | England            | 127.656       |
| 1997 | Tommy Horton          | England            | 158.427       |
| 1996 | Tommy Horton          | England            | 133.195       |
| 1995 | Brian Barnes          | Schottland         | 63.620        |
| 1994 | John Morgan           | England            | 57.209        |
| 1993 | Tommy Horton          | England            | 56.935        |
| 1992 | John Fourie           | Südafrika          | 47.857        |

## Weblink
- Website der European Senior Tour (englisch)